# ʿAbd al-ʿAzīz al-Muṭawiʿ

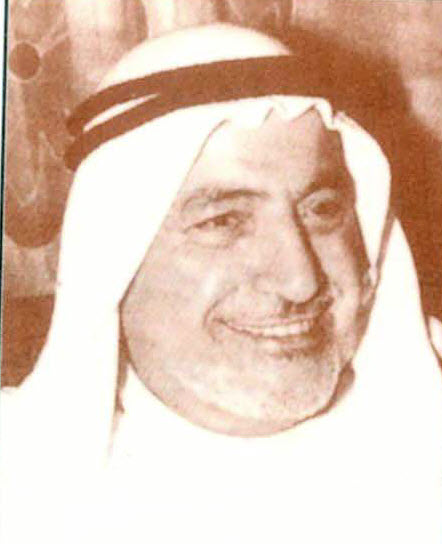
ʿAbd al-ʿAzīz al-Muṭawiʿ

ʿAbd al-ʿAzīz al-Muṭawiʿ (geboren 1910; gestorben 7. April 1996) war ein kuwaitischer Kaufmann und der Gründer der ersten Organisation der Muslimbruderschaft (MB) in Kuwait.

## Leben
ʿAbd al-ʿAzīz wurde im Oktober 1910 geboren und entstammte dem Stamm der Suhūl in Kuwait. Seine schulische Ausbildung erhielt er an der al-Ahmadiyya-Schule, die er im Alter von nur 11 Jahren abschloss.
Im Jahr 1947 gründete ʿAbd al-ʿAzīz die erste Zelle der MB in Kuwait. Auf Empfehlung von Hasan al-Bannā, dem Gründer und spirituellen Führer der MB, wurde ʿAbd al-ʿAzīz in den Gründungsrat der MB aufgenommen. Scheich Muhammad Mahmoud as-Sawaf beschreibt in seinem Werk „min Sidschil Dhikrayati, Aus den Aufzeichnungen meiner Erinnerungen“, dass al-Muṭawiʿ „enge Verbindungen zu den ägyptischen Muslimbrüdern und zu al-Bannā“ unterhielt. Laut ʿAlī az-Zumīʿ begegnete ʿAbd al-ʿAzīz erstmals einem ägyptischen Lehrer, der in Bagdad tätig war und der Muslimbruderschaft angehörte. Diese Begegnung führte zu einem Briefwechsel zwischen ʿAbd al-ʿAzīz und al-Bannā, der schließlich in einem persönlichen Treffen in Ägypten mündete. In der Folgezeit bemühte sich ʿAbd al-ʿAzīz aktiv darum, weitere Kuwaiti in die Bewegung einzubinden. Sein erster Rekrut war sein Bruder ʿAbdallāh al-Muṭawiʿ, den er während der Pilgerfahrt in Mekka persönlich Hasan al-Banna vorstellte.
ʿAbd al-ʿAzīz gelang es in Zusammenarbeit mit ʿAbd al-ʿAzīz Yusuf al-Muzaini, die erste Organisation der Muslimbruderschaft in Kuwait in Form einer lokalen Einheit zu gründen. Es wurde jedoch beschlossen, den Namen von der ägyptische Organisation zu unterscheiden, weshalb die sogenannte Islamische Anleitungsgesellschaft (IAG, Dschamʿiyt al-Irschād al-Islamī, جمعية الإرشاد الإسلامي) 1952 ins Leben gerufen wurde, um soziale Aktivitäten im Rahmen der Muslimbruderschaft zu organisieren. ʿAbd al-ʿAzīz wurde zum ersten Generalkoordinator der IAG gewählt, während Yūsuf ibn ʿIsa al-Qanaʿi die Präsidentschaft der Organisation übernahm.
Im August 1953 veröffentlichte die IAG die Zeitschrift „al-Irschād“, um ihre Ideologie und Ausrichtung zu verbreiten. ʿAbd al-ʿAzīz übernahm die erste Chefredaktion, bevor diese später an ʿAbd al-Razzāq al-Muṭawiʿ überging. ʿAbd al-ʿAzīz al-Muṭawiʿ verstarb am 7. April 1996.